# Howick, Northumberland
Howick är en ort i civil parish Longhoughton, i grevskapet Northumberland i England. Orten är belägen 8 km från Alnwick. Howick var en civil parish fram till 1955 när blev den en del av Longhoughton. Civil parish hade 246 invånare år 1951.